# Horní Poříčí, Blansko
Horní Poříčí là một làng thuộc huyện Blansko, vùng Jihomoravský, Cộng hòa Séc.